# Mariä Heimsuchung (Kläham)

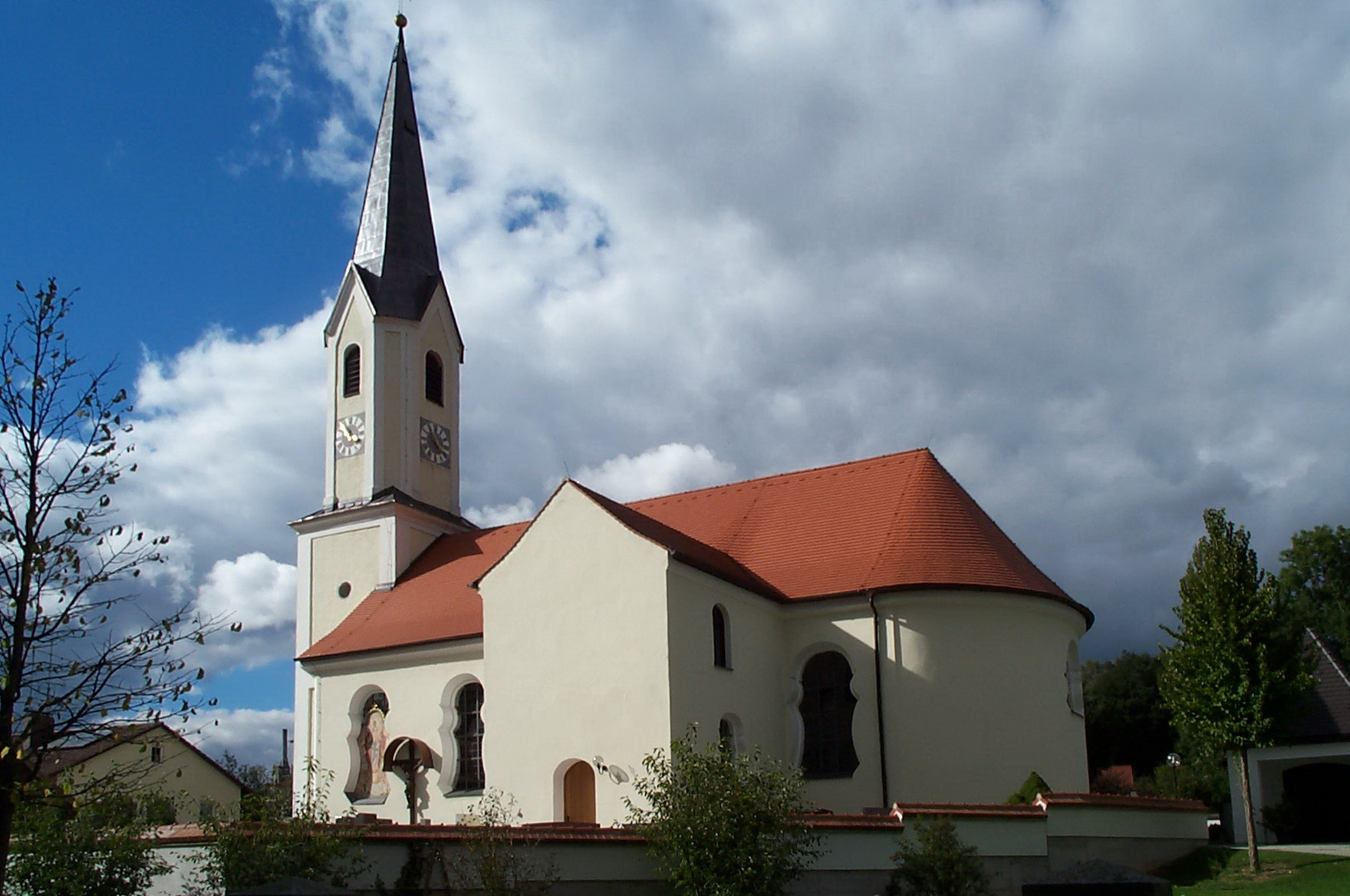
Außenansicht der Expositurkirche Mariä Heimsuchung von Osten

Die römisch-katholische Expositurkirche Mariä Heimsuchung befindet sich in Kläham, einem Gemeindeteil der Marktgemeinde Ergoldsbach im niederbayerischen Landkreis Landshut. Sie ist eine Saalkirche im Rokokostil, die im Jahr 1747 erbaut wurde. Aus dem Jahr 1905 datiert eine Renovierung des Baus. Die Expositurkirche der Pfarrei St. Peter und Paul in Ergoldsbach ist als Baudenkmal mit der Nummer D-2-74-127-15 beim Bayerischen Landesamt für Denkmalpflege eingetragen.

## Architektur

### Außenbau
Die Expositurkirche stimmt in der Anlage mit ihrer Filialkirche St. Margaretha in Oberergoldsbach überein, die ebenfalls in der ersten Hälfte des 18. Jahrhunderts erbaut wurde. Der nach Osten ausgerichtete Saalbau setzt sich aus einem dreijochigen Langhaus und einem eingezogenen, einjochigen Chor mit im Grundriss halbkreisförmiger Apsis zusammen. Das Langhausmauern sind am Übergang zum Chor und an den westlichen Kanten gerundet. Der Außenbau wird maßgeblich durch sogenannte Bassgeigenfenster gegliedert, die auf Johann Georg Hirschstötter, den zur Erbauungszeit amtierenden Landshuter Hofmaurermeister, als Architekten hindeuten. Dieser errichtete zur damaligen Zeit zahlreiche Rokokokirchen in der Umgebung, einige davon mit Bassgeigenfenstern (zum Beispiel die Wallfahrtskirche St. Ottilia in Hellring, die Pfarrkirche St. Andreas in Hofendorf oder die Pfarrkirche Mariä Himmelfahrt in Oberhatzkofen).
Südlich am Chor ist eine zweigeschossige Sakristei angebaut; das obere Geschoss wurde im 19. Jahrhundert aufgestockt. Das Erdgeschoss des ausspringenden Westturmes dient zugleich als Vorhalle und enthält das einzige Kirchenportal. Der Turm ist über nahezu quadratischem Grundriss erbaut und wird durch Ecklisenen gegliedert. Etwa auf Firsthöhe des Satteldaches, das Langhaus und Chor bedeckt, geht der Turm in eine deutlich schlankeren Oberbau über, der an den Kanten mit ausgeprägten Fasen versehen ist. Dieser wird durch Doppellisenen gegliedert. Er enthält die Turmuhr mit vier Ziffernblättern, den Glockenstuhl und je Seite eine rundbogige Schallöffnung. Den oberen Abschluss bildet seit Ende des 19. Jahrhunderts ein achtseitiger Spitzhelm über vier Dreiecksgiebeln.

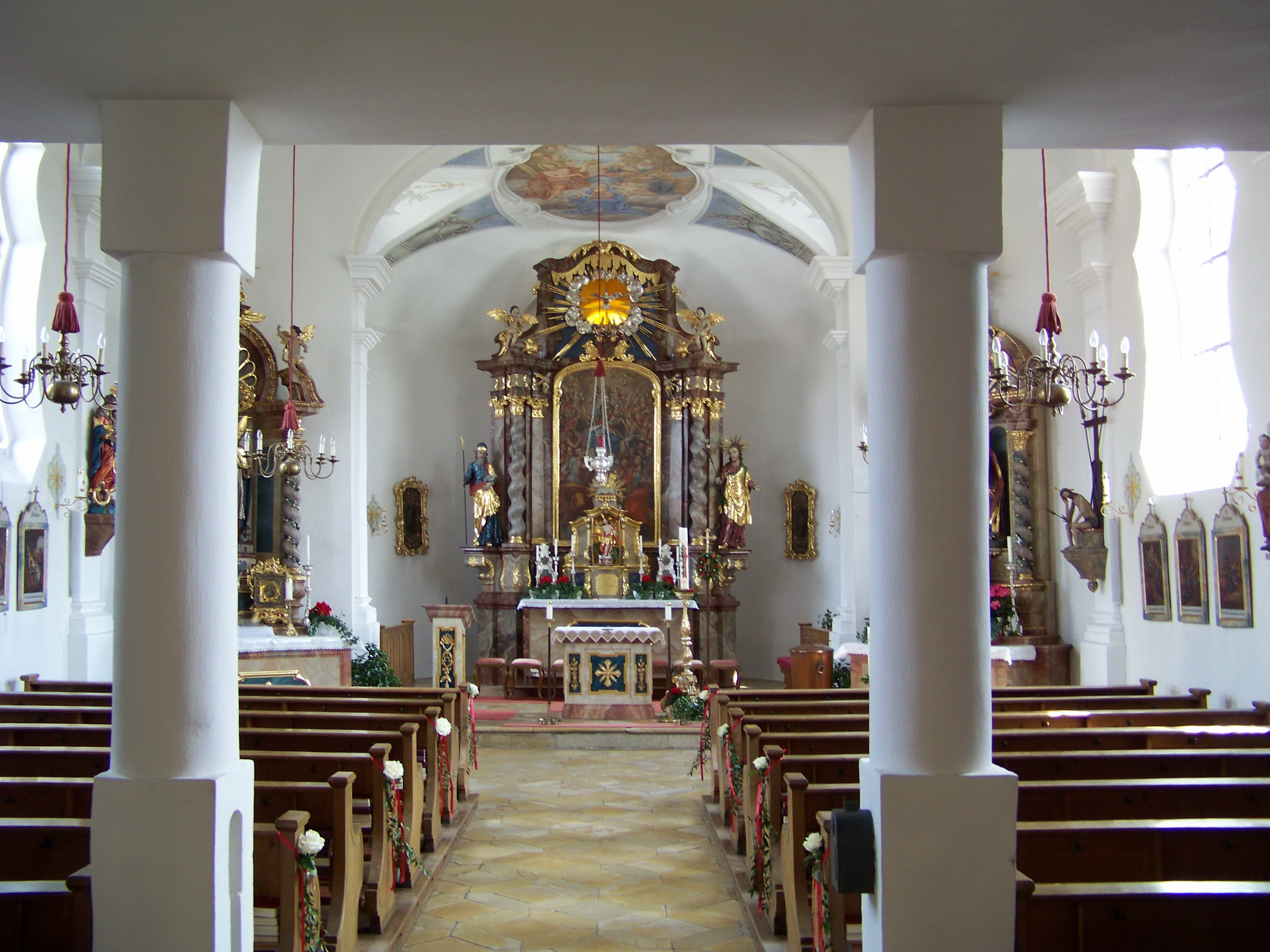
Innenansicht

### Innenraum
Im Inneren werden Langhaus und Chor von einem flachen Tonnengewölbe mit Stichkappen überspannt, das mit Deckengemälden verziert ist. Der Chorschluss in For einer Apsis wird von einer Halbkuppel überwölbt. Die Wände sind durch flache Pilaster mit mehrfach profilierten Kapitellen gegliedert. Diese finden sich auch an dem korbbogigen Chorbogen wieder.

## Ausstattung
Die Ausstattung ist im Stile des ländlichen Barock bzw. Rokoko gehalten.

### Hochaltar
Der Rokoko-Hochaltar stammt aus der Erbauungszeit der Kirche. Sein Aufbau wird von vier Pilastern und zwei gewundenen Säulen getragen. Auf dem Altarblatt ist die heilige Maria als Himmelskönigin, umgeben von zahlreichen Heiligen und Engelscharen, dargestellt. Im Altarauszug befindet sich eine Heilig-Geist-Taube, die raffiniert durch das dahinterliegende Fenster im Chorscheitel beleuchtet wird. Der mit zahlreichen Voluten verzierte Tabernakel enthält in einer Nische eine Figur des Auferstandenen; obenauf thront das Lamm Gottes auf dem Buch mit den sieben Siegeln.

### Seitenaltäre
Die beiden Seitenaltäre sind barock und dürften bereits Ende des 17. Jahrhunderts entstanden sein. Ihr Aufbau wird jeweils von zwei gewundenen Säulen getragen; der Auszug ist jeweils mit einem gebrochenen Giebel und Muschelaufsatz ausgeführt. An der Stelle von Altarblättern befinden sich Figuren der Heiligen Wolfgang (links) und Anna.

### Übrige Ausstattung
Erwähnenswert ist außerdem die Figurengruppe Anna selbdritt, die an der südlichen Langhauswand angebracht ist.

### Orgel
Die Orgel der Expositurkirche Mariä Heimsuchung wurde – als Ersatz für ein Instrument von Michael Weise aus dem Jahr 1920 – im Jahr 1955 von Friedrich Meier aus Plattling geschaffen. Das pneumatische Kegelladeninstrument mit Freipfeifenprospekt und freistehendem Spieltisch umfasst elf Register auf zwei Manualen und Pedal. Die Disposition lautet wie folgt:
| I Manual C–g3 |                 |       |
| 1.            | Singend Gedeckt | 8′    |
| 2.            | Spitzflöte      | 4′    |
| 3.            | Principal       | 2′    |
| 4.            | Mixtur III      | 1 ⁄3′ |

| II Manual C–g3 |           |       |
| 5.             | Rohrflöte | 8′    |
| 6.             | Principal | 4′    |
| 7.             | Sifflöte  | 1 ⁄3′ |
| 8.             | Cimbel II | 1⁄2′  |

| Pedal C–f1 |           |     |
| 9.         | Subbaß    | 16′ |
| 10.        | Zartbaß   | 16′ |
| 11.        | Choralbaß | 4′  |

- Koppeln: II/I, Sub II/I, I/P, II/P